# 深田結梨
深田結梨（日语：／ Fukada Yūri，1997年1月10日—），日本AV女優。所屬事務所是アローズ。
2018年6月以前以「淺田結梨」的名義在活動。

## 簡歷
2015年11月以SOD的“副職AV女優”的專屬素人在AV界出道。本職是在秋葉原的女僕咖啡廳「エターナル弐号店」當店員，出道前也以電視藝人的身分活動。同年12月加入偶像團體「SEXY-J」（會員編號15）。
「SEXY-J」於2017年12月9日後解散。12月18日與同事務所的櫻木優希音、松下美織、富田優衣組成「僕らは嘘つき」。
2018年6月6日後「僕らは嘘つき」停止活動。6月8日於Twitter上宣布將事務所從エルプロモーション轉移到アローズ，並改名為「深田結梨（ふかだ ゆうり）」。
2020年3月31日於『恵比寿マスカッツ 真夜中の運動会』（AbemaTV）中宣布加入惠比壽麝香葡萄。

## 人物
出身於新潟縣。
興趣是打排球和空手道。

## 外部連結
- 深田結梨(元 浅田結梨)的X（前Twitter）（2018年12月8日 - ）
- 深田結梨(元 浅田結梨)的X（前Twitter）（2015年9月16日 - 2018年12月2日）
- 深田結梨（ふかだゆうり）  | 恵比寿マスカッツ公式サイト （页面存档备份，存于）
- 深田結梨的Instagram帳戶